# ジャック・ブレイズ
ジャック・ブレイズ（Jack Blades、1954年4月24日 - ）は、アメリカのミュージシャン。ナイト・レンジャー、ダム・ヤンキースなどのメンバーとして知られる。

## 略歴
70年代前半、サンディエゴ州立大学在籍時に多くのローカルバンドで活動。70年代後半にはサンフランシスコに移り住み、1978年、スライ&ザ・ファミリー・ストーンのメンバーだったジェリー・マルティーニを中心に結成された「ルビコン」に加入。バンドにはブラッド・ギルスが在籍、またツアーメンバーとしてケリー・ケイギーが参加していた。2枚のアルバムを発表後、解散。
ルビコン解散後、ブラッド・ギルス、ケリー・ケイギーと共に「ステレオ」を結成。その後、アラン・フィッツジェラルド（モントローズ、ガンマ）とジェフ・ワトソンが合流し、1980年に「ナイト・レンジャー」を結成。
デビューシングル「炎の彼方」（全米40位）をはじめ、「シスター・クリスチャン」（全米5位）、「センチメンタル・ストリート」（全米8位）などのヒット曲を生み出す。1989年に活動休止するが、1996年にオリジナル・ラインナップで再始動。
1989年、テッド・ニュージェント、トミー・ショウ（スティクス）、マイケル・カーテロンと「ダム・ヤンキース」を結成。同バンドのメンバーとして2枚のアルバムをリリース。シングル「ハイ・イナフ」は全米ヒットチャート最高3位を記録する。
1994年、ダム・ヤンキースの活動休止時に、トミー・ショウと「ショウ・ブレイズ」を結成する。トミー・ショウとは、ソングライター・チームとしてエアロスミス、オジー・オズボーンなどの楽曲制作に参加している。
2004年、B'zの松本孝弘を中心に、エリック・マーティン（MR. BIG）らと共に「TMG」（「Tak Matsumoto Group」の略）を結成。シングル「OH JAPAN 〜OUR TIME IS NOW〜」、アルバム『TMG I』をリリース。
2014年、ディーン・カストロノヴォ（ジャーニー、バッド・イングリッシュ）、ダグ・アルドリッチ（ホワイトスネイク、ディオ）と「レヴォリューション・セインツ」を結成。
ソロでは、アルバム『ジャック・ブレイズ』（2004年）、『ロックン・ロール・ライド』（2012年）をリリース。また、他アーティストのレコーディング参加（モトリー・クルー『ドクター・フィールグッド』など）やプロデュース（グレイト・ホワイト『キャント・ゲット・ゼア・フロム・ヒア』など）も行っている。

## ディスコグラフィ

### ソロ・アルバム
- 『ジャック・ブレイズ』- Jack Blades（2004年）
- 『ロックン・ロール・ライド』- Rock 'n Roll Ride（2012年）

### ルビコン
- 『シスコの熱風』- Rubicon（1978年）（全米147位）
- 『夢のアメリカ』- America Dreams（1979年）

### ナイト・レンジャー
- 『ドーン・パトロール』- Dawn Patrol（1982年）（全米38位）※旧邦題『緊急指令N.R.』
- 『ミッドナイト・マッドネス』- Midnight Madness（1983年）（全米15位）
- 『セヴン・ウィッシーズ』- 7 Wishes（1985年）（全米10位）
- 『ビッグ・ライフ』- Big Life（1987年）（全米28位）
- 『マン・イン・モーション』- Man in Motion（1988年）（全米81位）
- 『ネヴァーランド』- Neverland（1997年）
- 『セヴン』- Seven（1998年）
- 『ホール・イン・ザ・サン』- Hole in the Sun（2007年）
- 『サムホエア・イン・カリフォルニア』- Somewhere in California（2011年）（全米179位）
- 『ハイ・ロード』- High Road（2014年）（全米105位）
- 『ドント・レット・アップ』- Don't Let Up（2017年）（全米55位）
- 『ATBPO ～アンド・ザ・バンド・プレイド・オン～』- ATBPO (And the Band Played On)（2021年）（全米40位）

### ダム・ヤンキース
- 『ダム・ヤンキース』- Damn Yankees（1990年）（全米13位）
- 『ドント・トレッド』- Don't Tread（1992年）（全米22位）

### ショウ・ブレイズ
- 『ハルシネイション』- Hallucination（1995年）
- 『インフルエンス』- Influence（2007年）

### TMG
- 『TMG I』- TMG I（2004年）
- 『TMG II』- TMG II（2024年）

### レヴォリューション・セインツ
- 『レヴォリューション・セインツ』- Revolution Saints（2015年）
- 『ライト・イン・ザ・ダーク』- Light in the Dark（2017年）
- 『ライズ』- Rise（2020年）